# Tolereds AIK
Tolereds AIK (Tolereds Allmänna Idrottsklubb, TAIK) är en svensk orienterings- och friidrottsförening, bildad 1941, baserad i stadsdelen Tuve i Göteborg men med rötter i den närliggande stadsdelen Tolered. Till en början bedrev föreningen endast handboll och friidrott, men 1945 bildades även en orienteringssektion. 1977 tillkom en skidkommitté inom orienteringssektionen. 1983 invigdes föreningens klubbstuga i Tuve.
I december 1991 bildades Tolered-Utby OL, som en tävlingsallians inom orientering mellan Tolereds AIK och Utby IK (bildad 1925).
I Svenska Cupen i handboll 1984/1985 slog division 2-laget Tolereds AIK ut division 1-lagen BK Heid och IK Sävehof på vägen fram till åttondelsfinal där de ställdes mot allsvenska  IFK Karlskrona. Trots underläge med 17-12 med en kvart kvar att spela kunde Tolereds AIK vända på matchen och vann med uddamålet 19-18. I kvartsfinal tog det dock stopp mot allsvenska HK Drott Halmstad med klara 13-27. 1996 bröt sig handbollssektionen ur Tolereds AIK och bildade en egen förening, HK TAIK (sedermera Torslanda HK).